# Sevil Shhaideh
Sevil Shhaideh z domu Geambec (ur. 4 grudnia 1964 w Konstancy) – rumuńska polityk i urzędnik państwowy, minister oraz wicepremier.

## Życiorys
Urodziła się w rodzinie muzułmańskiej jako córka Tatarki krymskiej i Turka. Zawarła związek małżeński z syryjskim przedsiębiorcą Akramem Shhaidehem.
W 1987 ukończyła studia na wydziale planowania gospodarczego i cybernetyki Akademii Studiów Ekonomicznych w Bukareszcie. W 2007 uzyskała magisterium z ekonomii na Universitatea Ovidius w Konstancy. Kształciła się także na kursach prowadzonych m.in. przez amerykańską agencję USAID. Pracowała jako analityk w przedsiębiorstwie rolnym, a od 1991 do 2012 w administracji okręgu Konstanca, od 1993 na stanowisku dyrektorskim, od 2007 jako dyrektor generalny. Była również koordynatorem do spraw legislacyjnych w ramach UNCJR, rumuńskiego zrzeszenia rad okręgów. W 2000 stanęła na czele ANIAP, organizacji skupiającej specjalistów z dziedziny IT zatrudnionych w administracji publicznej.
Związana z Partią Socjaldemokratyczną, uznawana za bliskiego współpracownika Liviu Dragnei, który w 2011 był świadkiem na jej ślubie. W maju 2012 objęła stanowisko sekretarza stanu w ministerstwie rozwoju regionalnego i administracji publicznej. W maju 2015 zastąpiła Liviu Dragneę na stanowisku ministra w tym resorcie w czwartym rządzie Victora Ponty. Urząd ten sprawowała do listopada 2015.
21 grudnia 2016 Partia Socjaldemokratyczna (która zwyciężyła w wyborach parlamentarnych) i jej koalicjant Sojusz Liberałów i Demokratów wysunęły kandydaturę Sevil Shhaideh na urząd premiera. Lider PSD Liviu Dragnea z powodu wyroku skazującego nie mógł objąć tej funkcji. Ugrupowania opozycyjne zarzuciły Sevil Shhaideh brak doświadczenia politycznego i brak samodzielności. 27 grudnia 2016 prezydent Klaus Iohannis odrzucił jej kandydaturę.
W styczniu 2017 Sevil Shhaideh została wicepremierem oraz ministrem rozwoju regionalnego, administracji publicznej i funduszy europejskich w gabinecie Sorina Grindeanu. Pozostała na tych stanowiskach również w utworzonym w czerwcu tegoż roku rządzie Mihaia Tudosego. Odeszła z rządu w październiku 2017.